# Артабан (царь Парфии I века н. э.)
Артабан III/II — царь Парфии, правил в 12 — 38 годах. Мать его была царевной из династии Аршакидов, а отец происходил из племени дахов. По словам Иосифа Флавия до занятия трона Парфянского государства Артабан был правителем Мидийского царства.

## Правление

### Захват парфянского престола
Часть парфянской знати, недовольная царём Вононом I, воспитанным в Риме и соблюдавшим римские манеры и культуру, решила призвать на царствование Артабана, мидийского правителя, имевшего, вероятно, по материнской линии аршакидские корни. Иосиф Флавий передаёт это так:

«Потом парфяне послали в Рим и стали просить себе царя из числа тамошних заложников. Преимущество перед прочими братьями было оказано Вонону, который теперь стал думать, что судьба улыбнулась ему, так как царство предлагали ему две крупнейшие державы в мире, его собственная страна и чужая [ему Римская империя]. Впрочем, варвары, вообще по природе своей не отличающиеся устойчивостью, быстро раскаялись в своем выборе, считая последний и неуместным, и бесславным, так как не хотели повиноваться чужеземному рабу: заложничество они признавали рабством, да и к тому же царь у них появился не в результате правильной войны, но, что было гораздо хуже, был им позорно навязан в мирное время. Поэтому они немедленно призвали на царство мидийского правителя Артабана, происходившего из рода Аршакидов. Артабан принял это приглашение и явился к ним с войском. Навстречу ему выступил Вонон, а так как первоначально парфяне ещё оставались верны последнему, то в происшедшей затем битве он победил своего соперника и Артабан должен был бежать к пределам Мидии. Вскоре, впрочем, Артабан набрал новое большое войско и сразился с Вононом, которого ему удалось победить. Вонон умчался верхом в сопровождении немногих приверженцев в Селевкию. Учинив затем страшную резню среди не оправившегося ещё от ужаса парфянского войска, Артабан двинулся во главе своей многочисленной рати к Ктесифону. Таким образом он стал наконец царём парфянским, а Вонон бежал в Армению».

### Борьба за Армению
Вонон захватил армянский трон, но из-за давления со стороны парфянского царя Артабана был вынужден отречься от престола в 15 или 16 году и бежал в Сирию, на римскую территорию. Незадолго до отречения Вонона от трона Армении, в 14 году, престарелый Август умер, и ему наследовал его приёмный сын Тиберий. Когда Артабан Парфянский отправил своего сына Орода занять освободившееся место на армянском престоле, Тиберий решил, что ему следует предпринять активные действия. В 18 году он послал в Армению своего приёмного сына Германика в сопровождении впечатляющей свиты, предоставив ему полную свободу действий. Когда Германик прибыл в армянскую столицу Артаксату, то обнаружил, что жители готовы принять Зенона, сына царя Понта Полемона, который вырос в их среде и усвоил их обычаи и манеру поведения. Поскольку Зенон был настроен дружественно по отношению к римлянам, Германик короновал его в присутствии множества народа, провозгласившего его царём Армении под именем Арташеса III.
Затем Германик вернулся в Сирию, где к нему прибыли послы парфянского царя. Было сделано предложение возобновить дружественный союз, заключённый их предшественниками, и посланники передали слова Артабана о том, что он готов пройти вплоть до Евфрата — традиционного места встречи римлян и парфян и границы между двумя великими империями.

### Укрепление царской власти внутри страны
В 19 году был убит Вонон и умер Германик. Следующие десять лет Парфянская держава и Римская империя жили в мире. Так, между 19 и 32 годами только один наместник был послан в Сирию, и даже он, вероятно, возглавлял её лишь короткое время. Позднее на Тиберия возлагали вину за неспокойную ситуацию на армянской границе, возникшую из-за того, что он оставил должность наместника Сирии вакантной.

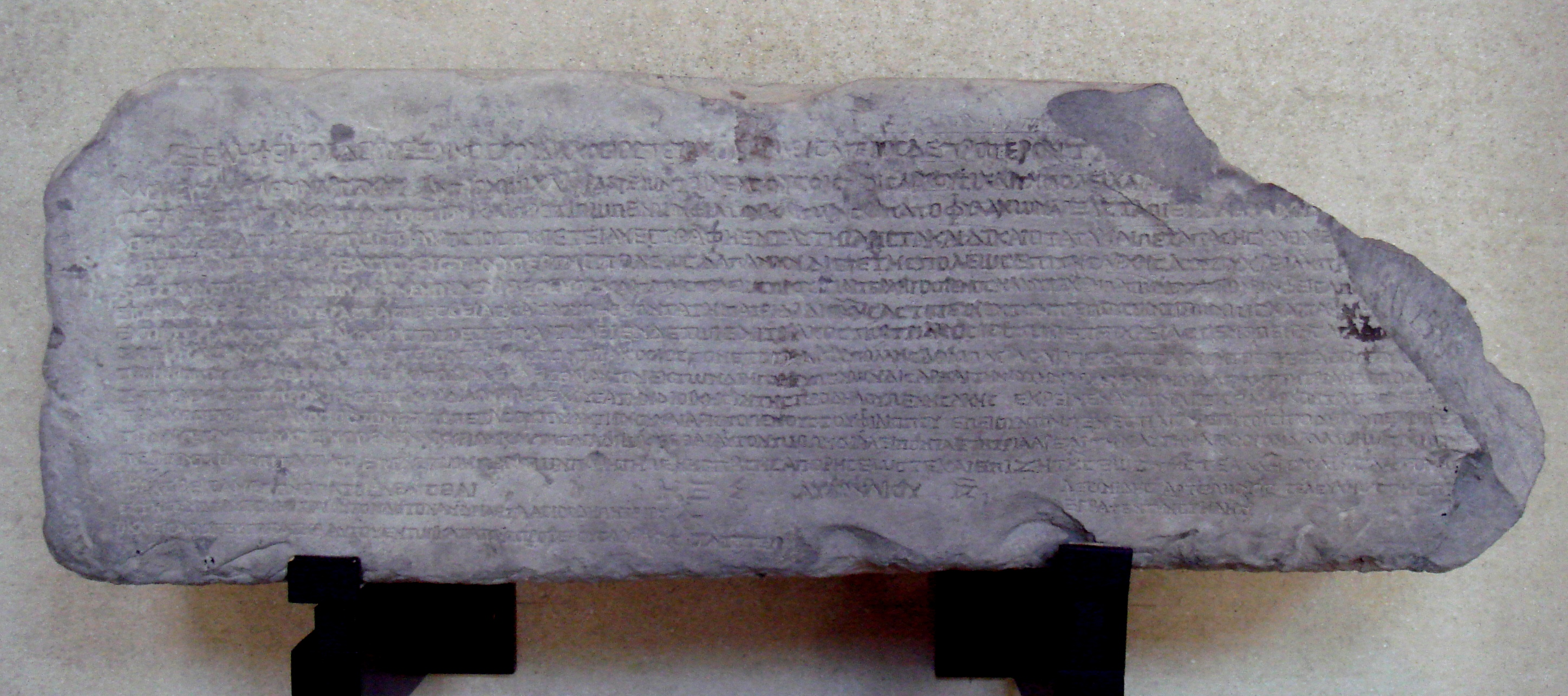
Послание царя Артабана III к жителям Суз

Артабан, воспользовавшись мирным периодом, сразу приступил к укреплению своего положения. Иосиф Флавий обстоятельно рассказывает историю о двух братьях-иудеях, Анилее и Асинее, которые жили в Нагардее (город находится на Евфрате, недалеко от Сиппара). Они основали разбойничье «царство» в Северной Вавилонии, нанесли поражение парфянскому сатрапу и таким образом привлекли к себе внимание самого великого царя. Артабан справился с ситуацией следующим способом: он пригласил братьев к себе и доверил им формальный контроль над регионом, которым они управляли как разбойничьи бароны. Это соглашение превосходно работало в течение 15 лет вплоть до самой смерти братьев накануне восстания в Селевкии. Однако, из-за слабой военной активности в то время у нас мало информации об этом периоде; единственным исключением является письмо, которое Артабан написал в декабре 21 года магистрату и городу Сузы, — единственный царский документ аршакидского периода, который дошёл до нас. Содержание этого письма, которое позже было высечено на каменном пьедестале статуи, заключалось в утверждении результатов оспоренных городских выборов.
Возможно, что именно Артабан III привёл племя мандеев из «Мадаи» в Двуречье. Долгое правление Артабана наводит на мысль о том, что он был и одарённым, и могущественным правителем и, вероятно, восстановил централизованную власть над аристократией.
После смерти Арташеса III Армянского Артабан воспользовался подвернувшейся возможностью посадить на трон своего старшего сына, известного нам только как Аршак. Наконец он почувствовал себя настолько сильным, что написал пожилому Тиберию, требуя отдать сокровища, оставленные Вононом в Сирии и Киликии, и угрожая добавить к своим владениям все те земли, которые раньше принадлежали Ахеменидам и Селевкидам. А также позорил его в послании, попрекал его убийствами близких и дальних родственников, праздностью и развратом, и предлагал ему скорее утолить величайшую и справедливую ненависть сограждан добровольной смертью.

### Сопротивление знати

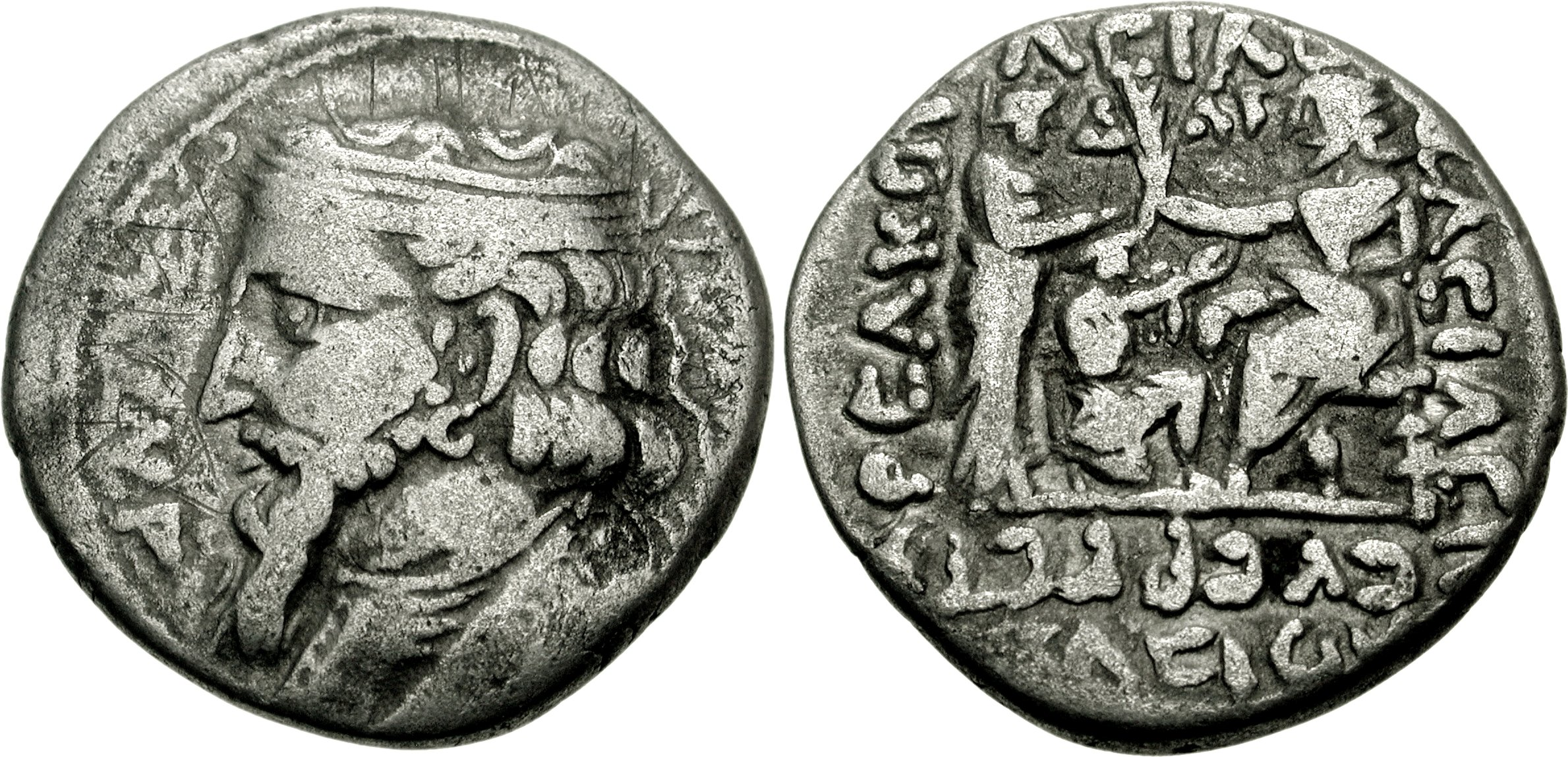
Монета с изображением царя Артабана III

Дипломатические успехи в Армении, вероятно, побудили его попытаться ещё больше усилить свой контроль над знатью, и это продолжалось до тех пор, пока та, наконец, не начала действовать. Двое наиболее видных её представителей, Синнак и Абд (последний был евнухом) тайно уехали в Рим, где сообщили о том, что если какой-либо наследный парфянский принц появится на границе Парфии, то страна выступит в его поддержку. Тиберий выбрал Фраата, последнего и самого младшего из сыновей Фраата IV, который теперь был уже мужчиной в летах и прожил в Риме в течение почти половины столетия. Но после своего прибытия в Сирию Фраат внезапно умер: возможно, причиной этого стали старость и усталость от путешествия, а может быть, его постигла судьба, типичная для тех, кто претендует на троны, занятые такими людьми, как Артабан. Артабан узнал о миссии этих двух посланников к Тиберию, устранил Абда, отравив его, а Синнака завалил разного рода поручениями и претензиями.
Не обескураженный неудавшейся первой попыткой, в 35 году Тиберий отправил другого аршакидского царевича, на этот раз Тиридата, внука Фраата IV, и назначил Луция Вителлия наместником Сирии. Для того чтобы облегчить задачу Вителлию, он планировал утвердить враждебного парфянам царя на троне Армении и с этой целью примирил Фарасмана Иберийского и его брата Митридата. Фарасману было предложено вознаграждение за то, что он посадит своего брата на армянский престол. Поскольку существовал дополнительный стимул — удаление столь опасного противника на безопасное расстояние — Фарасман взялся за эту задачу. Сына Артабана Аршака убили подкупленные слуги, и Фарасман легко захватил Артаксату. Когда эти вести достигли парфянского двора, Артабан сразу же отправил своего сына Орода вернуть потерянную территорию.
Ород не смог собрать достаточное количество наёмных войск, потому что проходы, через которые лежал их путь, контролировались иберами. Парфянские силы почти полностью состояли из кавалерии, тогда как иберы имели пешее войско. Ород не хотел рисковать в сражении против численно превосходящих сил противника и благоразумно избегал этого до тех пор, пока собственные воины не заставили его дать бой. Когда царевич был побеждён в поединке с Фарасманом, парфянские войска, решив, что Ород умер, бежали с поля битвы.
В 36 году Артабан собрал оставшиеся войска своей империи и выступил против иберов. Аланы, возможно, подстрекаемые агентами Вителлия, проникли через горные проходы Кавказа и, не встретив сопротивления со стороны иберов, вторглись на парфянскую территорию. Ещё до того как Артабан смог дать решительное сражение, Вителлий выступил в поход во главе своих легионов и распространил слух о том, что намерен захватить Месопотамию. Поскольку Артабан считал невозможным продолжать борьбу в Армении и одновременно начать войну с Римом, он покинул Армению, чтобы защитить свою территорию. Когда Вителлий таким образом достиг своей цели, он изменил свою политику и с помощью подкупа сумел вызвать недовольство в пределах Парфянского царства. Он добился такого успеха, что Артабан был вынужден бежать к восточной границе в сопровождении всего лишь одного отряда иностранных наёмников. Там он надеялся найти поддержку среди старых союзников Парфии — племён к востоку от южной части Каспийского моря, так как был уверен в том, что парфянам скоро надоест правитель, навязанный им Римом.

### Артабан III и Тиридат III
Между тем Вителлий убедил Тиридата захватить Парфянское царство, воспользовавшись удачным стечением обстоятельств, и с этой целью направил его с легионами и союзниками на берега Евфрата. Поддержанный частью парфянской аристократии — в первую очередь Синнаком и его отцом Абдагазом, а также парфянином Орноспадом, некогда изгнанным с родины и нашедшим приют у римлян — Тиридат III короновался царём в Ктесифоне. После чего, Вителлий, сочтя, что он достаточно показал внушительность римской мощи, с легионами возвратился в Сирию.
Парфия никогда долго не симпатизировала царям, которые получили корону благодаря поддержке Рима, и вскоре оппозиционная Тиридату партия направила делегацию Артабану, просить того вернуться на престол. Артабана нашли в Гиркании, «одетого в грязные лохмотья и живущего охотой с луком». Поначалу у него возникло подозрение, что ему устроили ловушку, но в конце концов он убедился если не во всенародной любви к нему самому, то в неприязни парфян к Тиридату. Артабан долго колебался перед тем, как решиться собрать некоторые дахские и сакские контингенты и двинуться на врага; он всё ещё продолжал носить свои грязные лохмотья, чтобы вызывать сочувствие. В окрестности Селевкии он прибыл до того, как его соперник начал действовать. Некоторые приверженцы Тиридата советовали ему немедленно начать сражение, пока войска Артабана не успели реорганизоваться и отдохнуть. Другая группа его сторонников, возглавляемая главным советником царя Абдагазом, предлагала отступить через Тигр в Месопотамию, так как это отсрочило бы сражение до прихода римских, армянских и элимаидских войск. Тиридат, который не был настроен воинственно, согласился на отступление. Совсем скоро это стратегическое отступление превратилось в бегство, поскольку его воины начали дезертировать в массовом порядке. Самыми первыми Тиридата покинули кочевые племена; вскоре за ними последовали и другие, некоторые из которых перешли на сторону Артабана. Тиридат бежал в Сирию, куда он прибыл всего лишь с горсткой верных людей.

### Мир с Римом
По всей видимости, Артабан довольно легко снова захватил страну. Тиберий хотел, чтобы эта война хотя бы формально закончилась, и в конце 36 года дал соответствующее указание Вителлию. Артабан не возражал и встретил римского военачальника на мосту через Евфрат, построенном из лодок. Оба прибыли с охраной. Мы не знаем, на каких условиях они договорились, но вскоре сын Артабана Дарий был отправлен жить в Рим. Переговоры закончились, и Ирод Антипа — иудейский тетрарх и римский союзник — пригласил обоих лидеров на богатый пир в шатёр, воздвигнутый на мосту. Кроме всего прочего, Иосиф сообщает также, что парфяне подарили римлянам великана-иудея около 7 локтей (3 м 15 см) ростом. После пира Вителлий отправился в Антиохию, а Артабан — в «Вавилон».

### Восстание в Селевкии
Более чем полувековая борьба между претендентами на трон привела Парфию в состояние анархии, и благие намерения сильного правителя Артабана были сведены на нет его соперничеством с Тиридатом. Эта ситуация очень чётко отражается в нумизматике: с самого начала христианской эры до примерно 40 года часто прослеживаются периоды, для которых не известна чеканка царских монет. Получается, что цари либо не владели городами, в которых располагались монетные дворы, либо были слишком бедны, чтобы осуществлять выпуск монет. Если жизнь и торговля продолжались, то это происходило благодаря сильным местным властям или же мощи и престижу древних городов. Артабана заставили признать фактическую независимость больших областей на севере, и повсюду парфянские войска и должностные лица были беспомощны.
Нам известен пример, как Селевкия — один из крупнейших торговых городов, центр царской власти, где находился крупнейший монетный двор — столкнулся с развалом власти. В Селевкии постоянно шла борьба между враждующими группировками. Вначале местная (или вавилонская) группа и иудеи успешно объединялись против греков, но последним удалось склонить на свою сторону автохтонов, и они вместе уничтожили тысячи иудеев. Примерно за два года до смерти Тиберия, которая произошла в марте 37 года, в Селевкии вспыхнуло восстание. В течение пяти лет в городе не выпускались царские монеты. Затем сильные коммерческие круги, уставшие от споров между мелкими претендентами на престол, заявили о своей независимости. Вероятно, жизнь в городе и за его пределами во многом продолжалась как обычно, за исключением времени его фактической осады. В течение всех семи лет восстания Селевкия сохраняла независимое положение.

### Артабан III и Киннам
Вскоре после встречи Вителлия и Артабана в среде парфянской знати вновь пробежала волна недовольства. Ситуация показалась царю настолько безнадёжной, что он счёл разумным покинуть страну и перейти под защиту своего соседа и вассала Изата II Адиабенского. После отречения Артабана царём избрали некоего Киннама, который был воспитан Артабаном. Артабан же прибыл ко двору Изата вместе с тысячей своих родственников и приверженцев, и верного вассала легко убедили выступить в качестве посредника. В ответ на письмо от Изата, предлагающего вернуть трон Артабану, парфяне сообщили, что, поскольку Киннам уже занял престол, они боятся ещё одного потрясения, которое приведёт к гражданской войне. Либо по причине истинной дружбы с Артабаном, либо потому, что он не чувствовал себя в безопасности, Киннам решил отречься от престола в пользу бывшего правителя и даже сам надел корону на голову изгнанника. Изат получил в подарок город Нисибис и окружающие его земли, которые были отторгнуты от Армянского царства.
Артабан лишь недолго прожил после своего возвращения, так как имеющиеся данные позволяют предполагать, что он умер около 38 года.